# Харрисон, Стивен
Стивен Харрисон (Stephen Coplan Harrison; род. 1943, Нью-Хейвен, Коннектикут) — американский биолог, специалист по белка́м. Профессор Гарвардского университета, исследователь Медицинского института Говарда Хьюза, член Национальной АН США (1991) и Американского философского общества (1997), иностранный член Лондонского королевского общества (2014).

## Биография
Окончил Гарвардский университет (бакалавр химии и физики, 1963) и в 1967 году там же получил степень доктора философии по биофизике. С 1971 года в штате альма-матер, с 1988 по 1992 год заведовал её кафедрой биохимии и молекулярной биологии, а с 2009 по 2012 год исполнял обязанности заведующего кафедрой биологической химии и молекулярной фармакологии её медицинской школы, ныне заведующий лабораторией молекулярной медицины в Boston Children's Hospital (с 1996) и директор Центра молекулярной и клеточной динамики в Гарвардской медицинской школе (с 2002), а также именной профессор Гарварда (с 2007). На протяжении многих лет его исследовательская лаборатория была тесно связана с Don Craig Wiley. Член Американской академии искусств и наук (1989), фелло Американской ассоциации содействия развитию науки (2005), ассоциированный член EMBO (2001).

## Награды и отличия
- George Ledlie Prize[англ.], Гарвард (1982)
- Премия Луизы Гросс Хорвиц Колумбийского университета (1990, совместно с Don Craig Wiley[англ.] и Michael Rossmann[англ.])
- ICN International Prize in Virology (1998)
- Paul Ehrlich and Ludwig Darmstaedter Prize[англ.] (2001, совместно с Michael Rossmann[англ.])
- Bristol-Myers Squibb Award[англ.] for Distinguished Achievement in Infectious Diseases Research (2005)
- Gregori Aminoff Prize, Шведская королевская академия наук (2006)
- UCSD/Merck Life Sciences Achievement Award (2007)[1]
- Hans Neurath Lecture (2007)
- William Silen Lifetime Achievement in Mentoring Award (2011)
- Welch Award in Chemistry[англ.] одноимённого фонда (2015)
- Почётный доктор медицины Миланского университета (2015)
- Премия Розенстила (2018)